# BA-001
La carretera BA-001 es de titularidad de la Diputación Provincial de Badajoz. Su categoría es vecinal. Su denominación oficial es   BA-001  , de Aceuchal a Arroyo de San Serván por Solana de los Barros.
- Datos: Q5715549